# Kestratherina esox
Kestratherina esox är en fiskart som först beskrevs av Carl Benjamin Klunzinger 1872.  Kestratherina esox ingår i släktet Kestratherina och familjen silversidefiskar. Inga underarter finns listade i Catalogue of Life.